# 마마두 룸
마마두 룸 은디아예(프랑스어: Mamadou Loum N'Diaye, 1996년 12월 30일 ~ )는 세네갈의 축구 선수이다. 포지션은 미드필더이며, 현재 포르투갈 프리메이라리가의 FC 포르투에서 사우디 프로페셔널리그의 클럽인 알라에드로 임대되어 활약하고 있다.